# Xinovrysi
Xinovrysi (Grieks: Ξινόβρυση, vóór 1927: Μπεστίνικα, Bestinika) is een dorp in Magnesia, Thessalië, Griekenland. Het maakt deel uit van de fusiegemeente Argalasti. Xinovrysi ligt 3,5 km ten noordoosten van Argalasti, 7 km ten noorden van Promyri en 30 km ten zuidoosten van Volos. In 2011 telde het dorp 164 inwoners.

## Geschiedenis
De vroegere naam van de stad was Bestinika of Bistinika (Μπεστινίκα). Halverwege de 19e eeuw telde het dorp 65 tot 80 huizen en ongeveer 325 inwoners. Er werden olijven, druiven, vijgen en ander fruit verbouwd. Het dorp was niet rijk en had geen school. Het nam deel aan de opstanden tegen de Ottomanen in 1821, 1823, 1854 en 1878. 
Na de bevrijding van Thessalië in 1881 werd Bestinika een deel van de gemeente Spalathra, die haar zetel had in Argalasti. Naast Argalasti en Bestinika omvatte de gemeente ook de dorpen Metochi, Bir (nu Kallithea) en Ski (nu Syki).
In 1914 werd Bestinika een onafhankelijke gemeente en werd er een school geopend. In 1927 werd de naam veranderd in Xinovrysi. Tijdens en na de Tweede Wereldoorlog en de Griekse Burgeroorlog vertrokken veel van de inwoners naar grotere steden, waaronder Volos. De nabijgelegen stranden aan de Egeïsche Zee (Mourtitsa, Potistika, Kourites en Melani) trekken toeristen aan. Desondanks bleef de bevolking afnemen en sloot de plaatselijke school in de jaren negentig. In 1998 werd Xinovrysi een onderdeel van de gemeente Argalasti.

## Inwoners
| Jaar | Inwoners |
| ---- | -------- |
| 1981 | 306      |
| 1991 | 208      |
| 2001 | 161      |
| 2011 | 164      |